# Józef Krętosz
Józef Krętosz (ur. 21 lutego 1949 r. w Bronowie, zm. 30 lipca 2018) – polski duchowny katolicki, historyk Kościoła, profesor doktor habilitowany.

## Życiorys
W latach 1967–1974 studiował w Wyższym Śląskim Seminarium Duchownym w Krakowie. W 1976 zdobył licencjat z teologii na Papieskim Wydziale Teologicznym w Krakowie, a rok później magisterium z teologii na Katolickim Uniwersytecie Lubelskim. W 1981 obronił pracę doktorską, a w 1997 uzyskał habilitację na KUL w Lublinie z nauk teologicznych z zakresu historii kościoła. Tytuł profesora nauk humanistycznych otrzymał 17 maja 2006.
Pełnił funkcję wykładowcy historii Kościoła w Wyższym Śląskim Seminarium Duchownym w Krakowie oraz na zamiejscowym Studium Teologicznym Katolickiego Uniwersytetu Lubelskiego w Katowicach. Od 1 września 2001 pracował jako profesor nadzwyczajny na Wydziale Teologicznym Uniwersytetu Śląskiego w Katowicach. Pełnił funkcję dyrektora Instytutu Teologicznego. Od 1 czerwca 2003 był kierownikiem Zakładu Teologii Pastoralnej i dziejów Duszpasterstwa.
Napisał ponad 100 artykułów, biogramów, recenzji.